# Enschede
Enschede je grad na istoku Nizozemske, u provinciji Overijssel. Leži u regiji Twente, samo nekoliko kilometara od granice s Njemačkom. Godine 2009. imao je 156.109 stanovnika.
Grad je poznat po tehničkom sveučilištu, Universiteit Twente. Danas je svojevrsno šoping odredište za Nijemce, koji ovdje dolaze vikendom u kupovinu. Stoga velika većina stanovnika Enschedea govori njemački.
Dana 13. svibnja 2000. dogodila se eksplozija u tvornici pirotehničkih sredstava. Smrtno su stradale 23 osobe, a preko devetsto ih je ozlijeđeno. Tisuće ljudi ostale su bez krova nad glavom.

## Šport
- nogometni klub Twente
- Marathon Enschede, drugi najstariji maraton u Europi

## Ugovori o partnerstvu
Enschede ima ugovore o partnerstvu sa sljedećim gradovima:
- Palo Alto, Kalifornija, SAD
- Dalian, Kina

## Vanjske poveznice
- Službena stranica (nizoz.)
- Universiteit Twente (nizoz.)(engl.)

### Ostali projekti
|  | Zajednički poslužitelj ima još gradiva o temi Enschede |